# Алкогольна хвороба печінки
Алкогольна хвороба печінки (АХП) – це термін, що охоплює хвороби печінки, спричинені алкоголем. За ступенем тяжкості сюди входять жирова дистрофія печінки, алкогольний гепатит і цироз печінки. Симптоми можуть включати блювання, біль у животі або жовтяницю. Ускладнення можуть включати варикозне розширення вен стравоходу, спонтанний бактеріальний перитоніт, печінкову енцефалопатію та гепатоцелюлярну карциному.
Ця хвороба виникає внаслідок надмірного споживання алкоголю (більше 21 одиниць алкоголю на тиждень для чоловіків і 14 одиниць алкоголю на тиждень для жінок). Фактори ризику включають більшу кількість і триваліший період споживання. Серед інших факторів – ожиріння та гепатит С. Ступінь хвороби печінки можна оцінити за допомогою медичної візуалізації, аналізів крові та біопсії печінки. АСТ зазвичай підвищений більше, ніж АЛТ.
Більше ніж у 90% людей, які споживають велику кількість алкоголю, розвивається жирова дистрофія печінки, приблизно у 25% – алкогольний гепатит, а у 15% – цироз. АХП є найпоширенішою формою хронічної хвороби печінки у світі. Найчастіше зустрічається серед європейців. Із 1,3 мільйона смертельних випадків від хронічних хвороб печінки у 2016 році 27% були спричинені споживанням алкоголю. Додатково 245 000 випадків сталися внаслідок раку печінки, спричиненого надмірним вживанням алкоголю.
Лікування полягає у відмові від алкоголю. Рекомендується дотримуватися  лікувальної дієти та уникати високих доз парацетамолу (ацетамінофену). У деяких випадках можуть застосовуватися стероїди. У разі тяжкого перебігу хвороби може бути рекомендована трансплантація печінки. Жирова дистрофія печінки може зникнути.